# Rudolf Schleiden
Rudolf Matthias Schleiden (født 22. juli 1815 i Holsten, død 25. februar 1895) var en tysk embedsmand, diplomat og politiker. Han var søn af Christian Schleiden og fætter til Matthias Jacob Schleiden.
Han blev 1845 kommitteret i det danske Generaltoldkammer, men sluttede sig marts 1848 straks til oprørsregeringen (ønskede og håbede dog Slesvigs deling) og brugtes i sendelser til Frankfurt og Berlin. Senere gjorde han tjeneste i regeringskontorerne og blev 1852 udelukket fra amnestien.
1853 blev han ministerresident i Washington for Bremen (1858 tillige for de andre Hansestæder) og virkede for Sundtoldens ophævelse. 1865 forflyttedes han til London, men gik af ved krigens udbrud 1866.
Han var 1867-73 medlem af den nordtyske (senere tyske) rigsdag, valgt i Altona, og hørte til det frikonservative rigsparti. 1886-94 udgav han meget interessante Erinnerungen eines Schleswig-Holsteiners (4 bind, 3.-4. omhandler årene 1848—50).